# Toshiro Suga

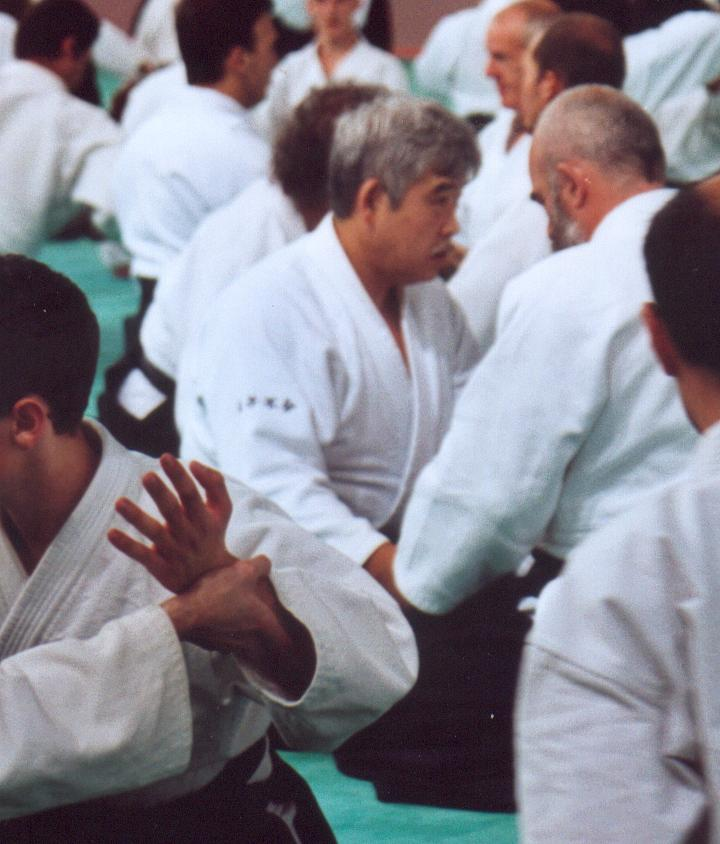
Toshiro Suga en Lesneven, 2006.

Toshirô Suga (Tokio, 22 de agosto de 1950) es un maestro de aikidō. Actualmente tiene el 7.º dan Aikikai.
Nacido en Tokio, entre sus profesores están Morihei Ueshiba y Morihiro Saito. Durante muchos años enseñó a las fuerzas militares en Canadá. Suele hacer seminarios internacionales.
Tuvo una breve carrera cinematográfica, en la cual apareció como "Chang" en la película James Bond de 1979. 
Actualmente reside en París.